# Gabe Abrahams
Gabe Abrahams es un marchador español especializado en grandes distancias denominadas Multiday (varios días de duración), con diversas plusmarcas mundiales. Nació en el distrito de Les Corts de Barcelona, España, en 1966. Es descendiente por vía materna del Solar de Valdeosera, La Rioja, y de la Casa de Elgueta, quienes fueron Parientes Mayores en Guipúzcoa. Sus ancestros también fueron de otros puntos de España, judíos y escandinavos.

## Toulouse-Lérida: la primera gran caminata
Gabe Abrahams realizó su primera gran caminata de varios días de duración, especialidad denominada Multiday, a los 20 años de edad. Caminó una distancia de 500 km desde Toulouse (Francia) hasta Lérida, pasando por la ciudad francesa de Pau. En la década del 2000, debutó en deportes como el Beach Run y el Nordic Walking, en los cuales logró varios Récords del Mundo.

## 500 millas de Beach Walking
Retirado de esos deportes en enero de 2014, Gabe Abrahams se centró en las grandes caminatas Multiday. 
Entre los días 20 y 29 de agosto de 2015, en circuitos de arena de las playas de San Adrián de Besós, Badalona y Barcelona, Gabe Abrahams caminó durante 500 km, empleando un tiempo de 206 horas y 30 minutos (8 días, 14 horas y 30 minutos) y consiguiendo los Récords del Mundo de 300 millas (482,803 km) y 500 km de Beach Walking, o Caminata de Playa, el primero como tiempo de paso. Gracias a su gran caminata por arena de playa, Gabe Abrahams se convirtió en el marchador con una mayor distancia recorrida en esa superficie.
Entre los días 3 y 24 de junio de 2016, en circuitos de arena de las playas de Castelldefels, San Adrián de Besós, Badalona y Barcelona, Gabe Abrahams caminó durante 500 millas (804,672 km), empleando exactamente 21 días y logrando el récord del mundo de dicha distancia de Beach Walking. Con esa gran caminata por arena de playa, Gabe Abrahams superó en más de 300 kilómetros su anterior registro de la mayor distancia recorrida por un marchador en arena de playa.

## 1.000 millas por el Área Metropolitana de Barcelona
Entre los días 6 de marzo y 11 de abril de 2017, en un circuito comprendido entre Barcelona, La Sentiu de Gavà (Garraf) y Castellbisbal y situado dentro del Área Metropolitana de Barcelona, Gabe Abrahams caminó durante 1.000 millas (1.609,344 km), con técnica de Power Walking, una de las variantes del Speed Walking o Caminata Rápida, empleando un tiempo de 36 días y 5 horas y logrando el récord del mundo de dicha distancia de Speed Walking. Gracias a su enorme caminata, Gabe Abrahams se convirtió en el marchador con una mayor distancia recorrida con Speed Walking.

## 1.000 millas por Aragón
Entre los días 20 de abril y 22 de mayo de 2018, en un circuito comprendido entre Monzón y Zaragoza de 320 km que casi atravesaba Aragón, Gabe Abrahams caminó otra vez durante 1.000 millas, con la misma técnica, empleando en esta ocasión 32 días y 21 horas y mejorando en más de 3 días su anterior récord de 1.000 millas de Speed Walking del año 2017.

## Vuelta a Navarra y Cinco Villas
Entre los días 28 de enero y 6 de febrero de 2020, Gabe Abrahams también realizó la Vuelta a Navarra y Cinco Villas, caminando 505 km en 8 días, 22 horas y 10 minutos. Al concluirla, estableció la plusmarca mundial de la misma.

## 10 días por la Costa de Cataluña

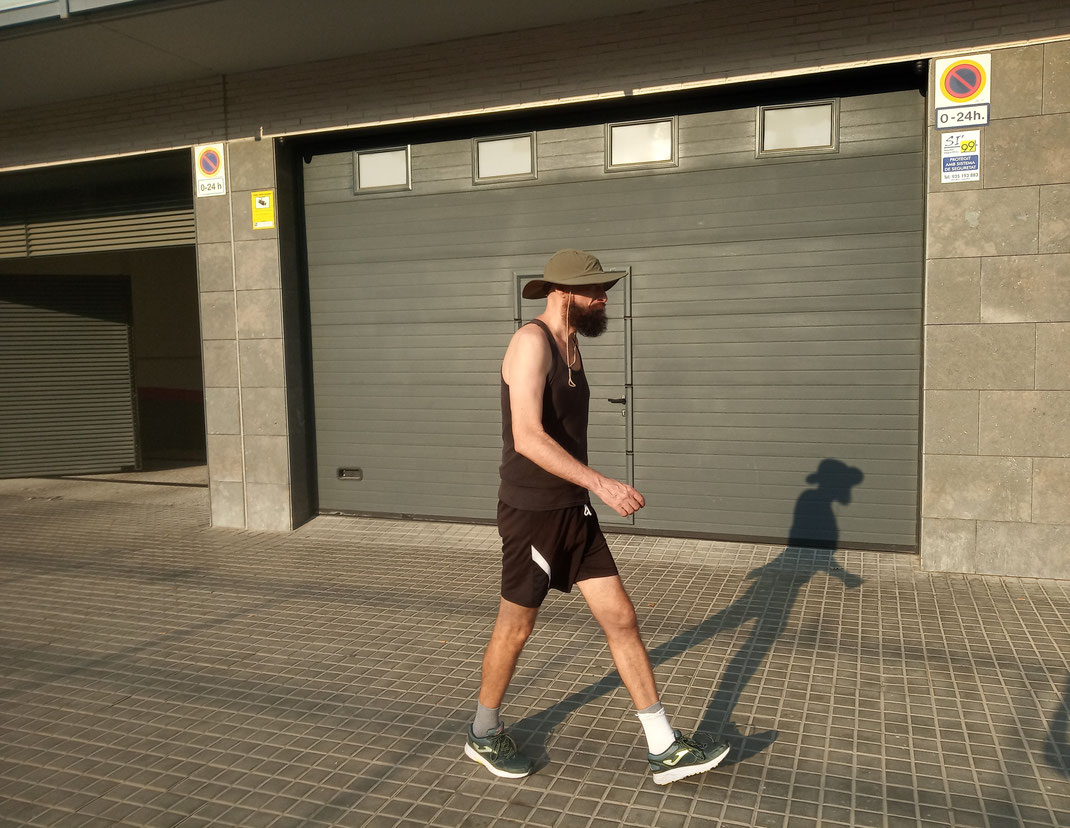
El marchador Gabe Abrahams, durante los 10 días por la Costa de Cataluña. 06-2021

Entre los días 9 y 19 de junio de 2021, en un circuito comprendido entre Masnou y Villanueva y Geltrú de 150 km, Gabe Abrahams caminó 538,5 km con técnica de Power Walking en 10 días, consiguiendo la plusmarca mundial de los 10 días de Speed Walking.

## 1.925 km por la Costa de Cataluña
Entre los días 23 de marzo y 4 de mayo de 2023, en el mismo circuito de la costa catalana, Gabe Abrahams caminó 1.925 km, de nuevo con técnica de Power Walking, en 42 días, consiguiendo las plusmarcas mundiales de las 6 Semanas y de la mayor distancia recorrida con Speed Walking. 
Superó en más de 300 km su anterior registro del año 2017 (1.000 millas) de mayor distancia recorrida por un marchador con caminata rápida.

## 1 semana por el Área Metropolitana de Barcelona
Entre los días 17 y 24 de mayo de 2025, en un circuito situado entre Barcelona, Badalona y Cornellà de Llobregat y ubicado en el Área Metropolitana de Barcelona, Gabe Abrahams finalmente caminó con la misma técnica 403 km en 7 días, consiguiendo la plusmarca mundial de una semana de Speed Walking.

## Columnista en medios de comunicación
Gabe Abrahams empezó a escribir siendo joven. Le enseñó sus escritos al editor Carlos Barral y éste le animó a seguir adelante, pero Abrahams optó por el deporte y, poco después, realizó la caminata Toulouse-Lérida.
Tras pasar un tiempo colaborando puntualmente en prensa deportiva, desde el año 2020, Gabe Abrahams compaginó sus caminatas Multiday con la escritura, publicando de forma asidua en medios de comunicación como Nueva Tribuna o Rebelion.org, entre otros. Sus artículos dieron prioridad al deporte, la cultura y la historia.
En esos medios, Gabe Abrahams escribió artículos biográficos sobre deportistas que fueron campeones olímpicos y del mundo como Teófilo Stevenson, Vsévolov Bobrov, Betty Cuthbert, Eddie Tolan, Piotr Bolótnikov, Alain Mimoun, Volodimir Golubnichi, Alfréd Hajós, Gheorghe Gruia, Galina Zýbina, Lina Radke, Alice Coachman, Ralph Metcalfe, Lydia Wideman, Grete Waitz, Elsy Jacobs, Miruts Yifter, Abebe Bikila, Raphaël Pujazon, Thomas Green, Ken Matthews, etc. 
También escribió artículos sobre la tenista y pintora Helen Wills; el pintor Diego Rivera, relacionado con Wills a través de su mural La Alegoría de California; los arquitectos Modest Feu y Adolf Florensa; el músico Erik Satie; o el hidroavión Plus Ultra y su travesía desde Palos de la Frontera (Huelva) hasta Buenos Aires (Argentina), entre otros muchos dedicados a la cultura y la historia.

## Escritor
En 2022, Gabe Abrahams publicó el libro Caminatas de 1.000 millas, Barcelona 2017 y Aragón 2018. En la obra, describió aquello que conoció durante sus dos caminatas de 1.000 millas: lugares y obras arquitectónicas de Barcelona, las colonias de obreros del Llobregat, lugares y paisajes de Aragón, el desierto de Los Monegros, los pueblos de colonos, Zaragoza. Su estilo literario fue valorado en prensa como descriptivo y calificado de realismo literario.
En los años siguientes, Abrahams publicó los libros Gestas deportivas: atletas, ciclistas, tenistas... (2023) y Olímpicos, biografías de héroes del deporte (2024), libros que recopilaron biografías de algunos de los más grandes deportistas del siglo XX.

## Multiday: Récords del Mundo
| Récords del Mundo                                             | Marcas                        | Lugar y fecha                                                        |
| ------------------------------------------------------------- | ----------------------------- | -------------------------------------------------------------------- |
| Multiday - Speed Walking - 1 semana                           | 403 km                        | Barcelona-Badalona-Cornellà de Llobregat, 17/24-05-2025              |
| Multiday - Speed Walking - Mayor distancia recorrida          | 1.925 km                      | Masnou-Villanueva y Geltrú, 23-03/04-05-2023                         |
| Multiday - Speed Walking - 6 semanas                          | 1.925 km                      | Masnou-Villanueva y Geltrú, 23-03/04-05-2023                         |
| Multiday - Speed Walking - 10 días                            | 535,8 km                      | Masnou-Villanueva y Geltrú, 09/19-06-2021                            |
| Multiday - Walking - Vuelta a Navarra y Cinco Villas (505 km) | 8 días, 22 horas y 10 minutos | Navarra y Cinco Villas, 28-01/06-02-2020                             |
| Multiday - Speed Walking - 1.000 millas                       | 32 días y 21 horas            | Aragón, 20-04/22-05-2018                                             |
| Multiday - Speed Walking - Mayor distancia recorrida          | 1.000 millas                  | Barcelona-La Sentiu de Gavà (Garraf)-Castellbisbal, 06-03/11-04-2017 |
| Multiday - Speed Walking - 1.000 millas                       | 36 días y 5 horas             | Barcelona-La Sentiu de Gavà (Garraf)-Castellbisbal, 06-03/11-04-2017 |
| Multiday - Beach Walking - Mayor distancia recorrida          | 500 millas                    | Castelldefels-San Adrián de Besós-Badalona-Barcelona, 03/24-06-2016  |
| Multiday - Beach Walking - 500 millas                         | 21 días                       | Castelldefels-San Adrián de Besós-Badalona-Barcelona, 03/24-06-2016  |
| Multiday - Beach Walking - Mayor distancia recorrida          | 500 km                        | San Adrián de Besós-Badalona-Barcelona, 20/29-08-2015                |
| Multiday - Beach Walking - 500 km                             | 206:30                        | San Adrián de Besós-Badalona-Barcelona, 20/29-08-2015                |
| Multiday - Beach Walking - 300 millas                         | 203:20                        | San Adrián de Besós-Badalona-Barcelona, 20/29-08-2015                |